# Palazzo Marsigli
Palazzo Marsigli (citato a volte come Marsili) è un edificio storico situato nel centro di Bologna, all'angolo tra via d'Azeglio e via Marsili. Sorge al posto di edifici precedenti, sempre appartenenti alla famiglia Marsigli (o Marsili, da cui il nome dell'attuale via).
Fu ammodernato su disegno di Carlo Francesco Dotti nel 1735. Si tratta di un edificio con facciata incompiuta, frutto di una serie di stratificazioni, dovute anche a vari incendi che lo colpirono.
Un elemento decorativo degno di nota è il balcone-veranda (detto anche tamburo), costruito nel 1685 all'angolo tra le vie D'Azeglio e Marsili. All'interno sono presenti affreschi di Angelo Michele Colonna.
L'edificio fu dimora di Luigi Ferdinando Marsili, generale e fondatore dell'Istituto delle Scienze.